# 半山立夏
半山立夏为浙江省杭州市拱墅区半山一带的立夏习俗。

## 节气
农历二十四节气中的立夏是标志夏季开始的日子，立夏习俗多在东南各省流行，杭州半山一带保存得较为完整。
2007年5月半山地区举办了第一届半山立夏节，截至2019年5月已举办了八届。半山立夏习俗于2009年被纳入浙江省级非遗名录，2016年，作为“二十四节气”之一参与并成功申报联合国教科文组织“人类非物质文化遗产代表作名录”。

## 习俗
半山的立夏习俗有吃乌米饭、吃野米饭、煮蚕豆豌豆、吃立夏饼、大秤称人、登高等内容。